# 2009-es Rexall Edmonton Indy
A 2009-es Rexall Edmonton Indy volt a tizenegyedik verseny a 2009-es IndyCar Series szezonban. A futamot 2009. július 26-án rendezték meg a kanadai Edmonton repterén kialakított 1.973 mérföldes (3.175 km) pályán.

## Rajtfelállás
| Rajtsor | Belső ív | Belső ív          | Külső ív | Külső ív         |
| ------- | -------- | ----------------- | -------- | ---------------- |
| 1       | 12       | Will Power        | 6        | Ryan Briscoe     |
| 2       | 3        | Hélio Castroneves | 9        | Scott Dixon      |
| 3       | 02       | Graham Rahal      | 10       | Dario Franchitti |
| 4       | 5        | Mario Moraes      | 2        | Raphael Matos    |
| 5       | 15       | Paul Tracy        | 06       | Robert Doornbos  |
| 6       | 24       | Mike Conway       | 27       | Hideki Mutoh     |
| 7       | 11       | Tony Kanaan       | 13       | E.J. Viso        |
| 8       | 18       | Justin Wilson     | 23       | Tomas Scheckter  |
| 9       | 34       | Alex Tagliani     | 26       | Marco Andretti   |
| 10      | 98       | Richard Antinucci | 7        | Danica Patrick   |
| 11      | 14       | Ryan Hunter-Reay  | 4        | Dan Wheldon      |
| 12      | 20       | Ed Carpenter      |          |                  |

## Futam
| Pozíció | #  | Pilóta            | Csapat                      | Futott kör | Idő/Kiesés oka                   | Rajthely | Élen töltött körök száma | Pont |
| ------- | -- | ----------------- | --------------------------- | ---------- | -------------------------------- | -------- | ------------------------ | ---- |
| 1.      | 12 | Will Power        | Team Penske                 | 95         | 1:42:42.3773                     | 1        | 90                       | 53   |
| 2.      | 3  | Hélio Castroneves | Team Penske                 | 95         | +1.0936                          | 3        | 2                        | 40   |
| 3.      | 9  | Scott Dixon       | Chip Ganassi Racing         | 95         | +2.4803                          | 4        | 2                        | 35   |
| 4.      | 6  | Ryan Briscoe      | Team Penske                 | 95         | +1.8266                          | 2        | 1                        | 32   |
| 5.      | 10 | Dario Franchitti  | Chip Ganassi Racing         | 95         | +4.4652                          | 6        | 0                        | 30   |
| 6.      | 15 | Paul Tracy        | KV Racing Technology        | 95         | +6.3941                          | 9        | 0                        | 28   |
| 7.      | 02 | Graham Rahal      | Newman/Haas/Laningan Racing | 95         | +26.5700                         | 5        | 0                        | 26   |
| 8.      | 18 | Justin Wilson     | Dale Coyne Racing           | 95         | +26.9169                         | 15       | 0                        | 24   |
| 9.      | 06 | Robert Doornbos   | Newman/Haas/Laningan Racing | 94         | +1 kör                           | 10       | 0                        | 22   |
| 10.     | 26 | Marco Andretti    | Andretti Green Racing       | 94         | +1 kör                           | 18       | 0                        | 20   |
| 11.     | 7  | Danica Patrick    | Andretti Green Racing       | 94         | +1 kör                           | 20       | 0                        | 19   |
| 12.     | 13 | E.J. Viso         | HVM Racing                  | 94         | +1 kör                           | 14       | 0                        | 18   |
| 13.     | 34 | Alex Tagliani     | Conquest Racing             | 94         | +1 kör                           | 17       | 0                        | 17   |
| 14.     | 27 | Hideki Mutoh      | Andretti Green Racing       | 94         | +1 kör                           | 12       | 0                        | 16   |
| 15.     | 4  | Dan Wheldon       | Panther Racing              | 94         | +1 kör                           | 22       | 0                        | 15   |
| 16.     | 20 | Ed Carpenter      | Vision Racing               | 93         | +2 kör                           | 23       | 0                        | 14   |
| 17.     | 14 | Ryan Hunter-Reay  | A.J. Foyt Enterprises       | 87         | +8 kör                           | 21       | 0                        | 13   |
| 18.     | 2  | Raphael Matos     | Luczo-Dragon Racing         | 85         | +10 kör                          | 8        | 0                        | 12   |
| 19.     | 23 | Tomas Scheckter   | Dreyer & Reinbold Racing    | 73         | Baleset                          | 16       | 0                        | 12   |
| 20.     | 24 | Mike Conway       | Dreyer & Reinbold Racing    | 63         | +32 kör                          | 11       | 0                        | 12   |
| 21.     | 11 | Tony Kanaan       | Andretti Green Racing       | 34         | Boxkiállás során keletkezett tűz | 13       | 0                        | 12   |
| 22.     | 98 | Richard Antinucci | Team 3G                     | 20         | Vízpumpa                         | 19       | 0                        | 12   |
| 23.     | 5  | Mario Moraes      | KV Racing Technology        | 0          | Baleset Tracy-vel                | 7        | 0                        | 12   |

- A verseny sárga zászló alatt ért véget.

## Bajnokság állása a verseny után
Pilóták bajnoki állása
| Pozíció | Pilóta            | Pont |
| ------- | ----------------- | ---- |
| 1       | Scott Dixon       | 380  |
| 2       | Dario Franchitti  | 377  |
| 3       | Ryan Briscoe      | 366  |
| 4       | Hélio Castroneves | 309  |
| 5       | Danica Patrick    | 285  |